# Estadio Las Gardenias
Estadio Las Gardenias – wieloużytkowy stadion znajdujący się w mieście Coatepeque, w Gwatemali. Na stadionie mecze rozgrywała drużyna piłkarska Deportivo Coatepeque. Stadion może pomieścić 4 000 widzów.
W 2011 roku w Coatepeque otwarto większy i nowocześniejszy obiekt Estadio Israel Barrios, wobec czego Las Gardenias stracił na znaczeniu.